# Livebook

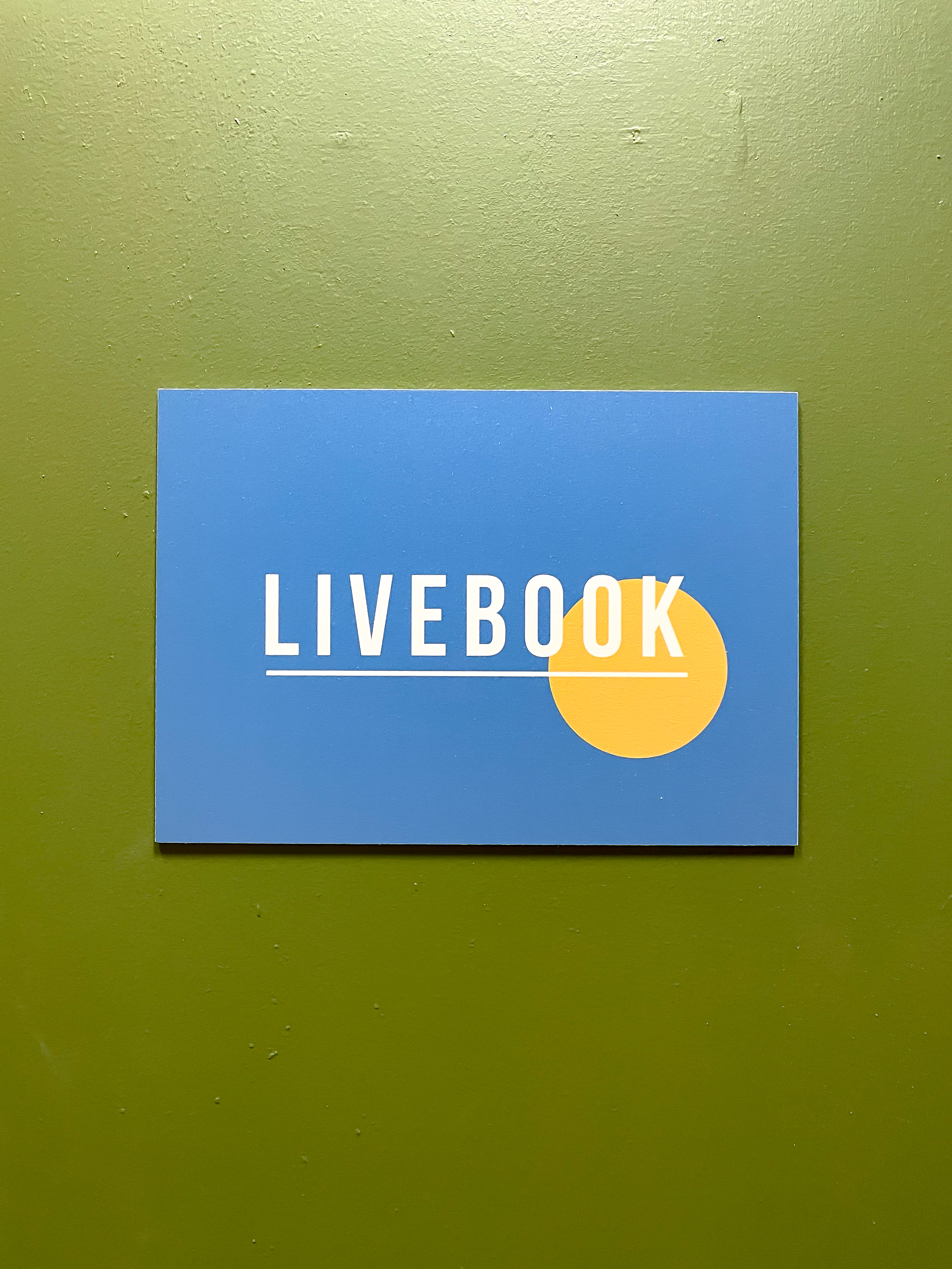
Вывеска на двери магазина при издательстве

«Лайвбук» (Livebook) — российское независимое книжное издательство. Основано в январе 2004 году в Москве Марией Аксёновой, издателем и общественным деятелем, и Григорием Ковалёвым, юристом, предпринимателем.

## Политика издательства
Издательская политика «Лайвбук» предполагает публикацию избранной современной российской и зарубежной художественной прозы, неформальных научно-популярных книг, а также сильно иллюстрированных концептуальных изданий. Особое внимание уделяется иронической, абсурдистской, юмористической литературе и игровым текстам. Издательство осознанно публикует не более 60 новых наименований в год, чтобы обеспечивать качество книг и максимальную полноту информационной поддержки каждой новинки

## Авторы
На февраль 2021 года издано более 500 наименований. Наиболее известные авторы издательства — Лев Оборин, Олеся Казанцева, Аля Кудряшева, Марина Москвина, Леонид Тишков, Евгений Клюев, Линор Горалик, Михаил Козырев, Андрей Бильжо, театр «Квартет И», Ольга Арефьева, Фёдор Савельевич Хитрук, Олег Козырев, Рома Воронежский, Владимир Лорченков, Ив Энслер, Джулия Кэмерон, Джим Додж, Эрни Зелински, Келли Линк, Вера Полозкова, Ольга Лукас, Мариам Петросян, Саймон Тофилд, Пётр Бормор, Нил Гейман.

## Премии, награды
- 2007 год. Издательство «Livebook» удостоилось диплома Британского совета «Единорог и Лев» за лучший перевод британской книги на русский язык («Занимательное облаковедение. Учебник любителя облаков», автор Г. Претор-Пинней).
- По итогам 2007 года главный редактор издательства «Livebook» Шаши Мартынова названа газетой «Книжное обозрение» главным редактором года, она же представляла издательство и молодых российских предпринимателей от книжного бизнеса на конкурсе Британского Совета в Лондоне, в 2009 года.
- 2008 год. Три из трёх книг издательства, предложенных на рассмотрение жюри премии «Большая Книга», попали в лонг-лист премии(«Как стать гениальным художником, не имея ни капли таланта» Л. Тишкова, «Смерть и приключения Ефросиньи Прекрасной» О. Арефьевой, «Смерть автора» М. Елифёровой).
- 2008 год. Премия «Алые паруса» в номинации «Повесть» вручена Марине Москвиной за книгу «Не наступите на жука».
- 2009 год. Книга «Дом, в котором…» авторства Мариам Петросян вышла в издательстве в 2009 году и вошла в шорт-лист премии «Большая книга».
- 2010 год. Книга «Дом, в котором…» авторства Мариам Петросян вошла в шорт-лист «Русского Букера».